# Sinfonía n.º 6 (Schubert)

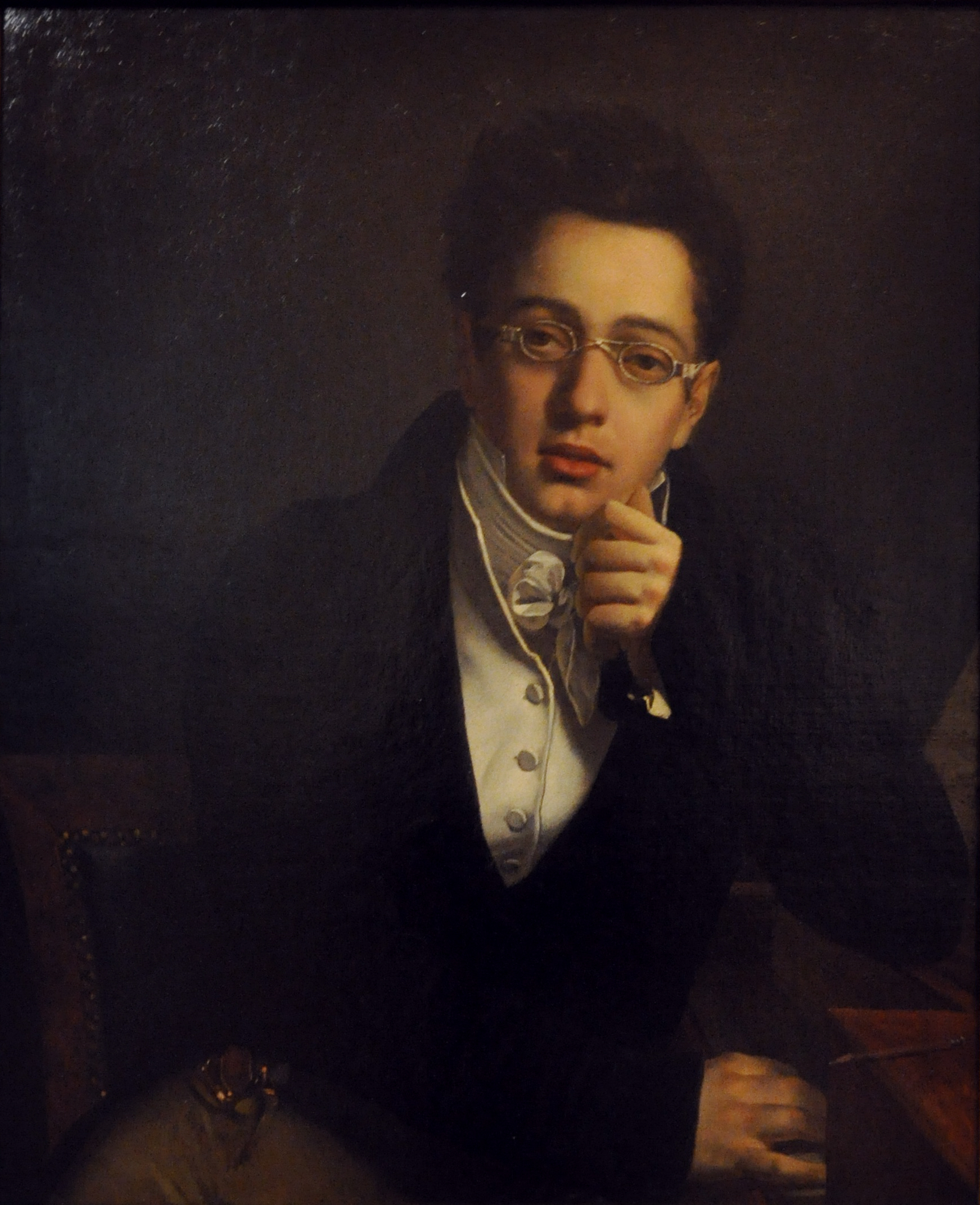
Schubert hacia 1814, retratado por Josef Abel.

La Sinfonía n.º 6 en do mayor, D. 589 fue compuesta por Franz Schubert entre octubre de 1817 y febrero de 1818. También es conocida como Pequeña en do mayor o en alemán "Kleine C-Dur", para diferenciarla de la Gran sinfonía en do mayor, D. 944 del mismo compositor en la misma tonalidad.

## Historia

### Composición
La composición de esta obra se desarrolló entre octubre de 1817, fecha que figura en el encabezado del manuscrito, y febrero de 1818, cuando el compositor tenía 21 años de edad. Esta pieza se incluye en un primer ciclo de composición sinfónica, iniciado en 1813 y que durará hasta 1818 con la Sinfonía n.º 6, no retomada después hasta 1826 con la n.º 9 (la n.º 7 y la n.º 8 están incompletas). Como discípulo de Antonio Salieri, Schubert compuso cinco sinfonías entre 1813 y 1816, a las que añadió la n.º 6 en 1817 y 1818: el equivalente musical del vino de mayo en botellas recicladas, es decir, en formas iniciadas por Haydn y perfeccionadas por Mozart que Beethoven se había propuesto destrozar cuando Schubert era aún un bebé lactante. Al mismo tiempo escribió dos oberturas en estilo italiano (D. 590 y D. 591). 

### Estreno y publicación
El estreno público tuvo lugar en la Gesellschaft der Musikfreunde de Viena el 14 de diciembre de 1828, pocos meses después de la muerte de Schubert. Antes de este estreno tuvo lugar una primera interpretación privada en 1818 con una pequeña orquesta en la casa del director Otto Hatwig en Schottenhof, Viena.
Como las seis sinfonías tempranas escritas antes de la Sinfonía Inacabada de 1822 no fue publicada en vida de Schubert. La primera publicación de esta obra no llegó hasta 1884 como parte de la Alten Gesamtausgabe (Edición Completa Antigua) de todas las sinfonías de Schubert editada por Johannes Brahms por la editorial Breitkopf & Härtel. Sólo después de que apareciera en la primera edición de las obras completas de Schubert en 1884 se convirtió en objeto de amplia atención.

## Instrumentación
La partitura está escrita para una orquesta formada por:
- Viento madera: 2 flautas, 2 oboes, 2 clarinetes en do, 2 fagotes.
- Viento metal: 2 trompas en do y en fa, 2 trompetas en do.
- Percusión: timbales en do y en sol.
- Cuerda: una sección de cuerdas con violines I y II, violas, violonchelos y contrabajos.

## Estructura y análisis
La sinfonía consta de cuatro movimientos:
- I. Adagio 3
4 – Allegro, en do mayor 4
4
- II. Andante, en fa mayor 2
4
- III. Scherzo. Presto – Trio. Più lento; en do mayor; trío en mi mayor 3
4
- IV. Allegro moderato, en do mayor 2
4

La interpretación de esta obra dura aproximadamente entre 30 y 35 minutos. Su escritura se vio muy influenciada por Beethoven (el Scherzo presto recuerda en gran parte al Presto – Assai meno presto de su Sinfonía n.º 7), pero también por Rossini. Presentó sus respetos a Beethoven en las primeras páginas de la sinfonía, pero especialmente en el Scherzo. Es la primera vez que Schubert adoptó la acuñación de Beethoven en lugar del Menuetto que venía siendo habitual.

### I.Adagio–Allegro
El primer movimiento, Adagio – Allegro, está escrito en la tonalidad de do mayor, en compás de 3/4 que en el Allegro pasa a 4/4. Se abre con un intenso tutti en tónica que se desvanece, al igual que Beethoven unos pocos años antes había comenzado su Sinfonía n.º 7 con idéntica instrumentación pero en la mayor. No obstante, las melodías subsiguientes de Schubert no resultan más heroicas que sus estructuras o su tendencia armónica. Robert Haven Schauffler escribió que su "aproximación a la recapitulación es beethoveniana hasta la médula", si bien los propios materiales evocan melodías de danza. Para entonces Rossini había conquistado Viena y cuando Schubert no estaba siendo un genio podía ser un calco.

### II.Andante
El segundo movimiento, Andante, está en fa mayor y en compás de 2/4. El movimiento lento avanza ágilmente, con un tema principal en dáctilo en los violines. Suena como Schubert de vacaciones en la campiña austriaca, un notable avance expresivo para un compositor tan joven.

### III.Scherzo.Presto –Trio.Più lento
El tercer movimiento, Scherzo. Presto – Trio. Più lento, está en do mayor que en el trío pasa a mi mayor y el compás es 3/4. El homenaje a Beethoven en el Scherzo deriva claramente de la Sinfonía n.º 1 del genio de Bonn, especialmente el uso de dinámicas fuertes-suaves. El trío Più lento en mi mayor está más cerca de un Ländler de Haydn que de una broma beethoveniana.

### IV.Allegro moderato
El cuarto y último movimiento, Allegro moderato, retoma la tonalidad inicial y el compás es 2/4. El Finale introduce el tema principal del rondó suavemente, como había hecho en los tres movimientos previos. Pero estructuralmente su contexto rossiniano es más sencillo que un rondó.

## Recepción de la obra
Schauffler lo consideró "lleno de impulso exuberante", a pesar de sus advertencias sobre las derivaciones y una acusación abruptamente dura de "calidad algo chapucera". El eminente Maurice J. E. Brown le atribuyó el mérito de "un gran avance en cuestiones técnicas respecto a las cinco sinfonías anteriores (...) El uso de la orquesta es magistral, sus movimientos están organizados con pericia hasta el punto de la brillantez, todo es nítido y competente". Pero concluyó, como muchos han hecho desde entonces, que hay poco o "ningún corazón en la obra; es todo exterior". Aun así, Schubert estaba aprendiendo con la práctica, y lo demostró dos años más tarde en los esbozos de una Sinfonía n.º 7 en mi menor, D. 729, seguida de dos movimientos en 1822 que la posteridad ha bautizado como la Inacabada.
Se trata de una de las sinfonías menos conocidas e interpretadas de Schubert.